# Négyigenes népszavazás

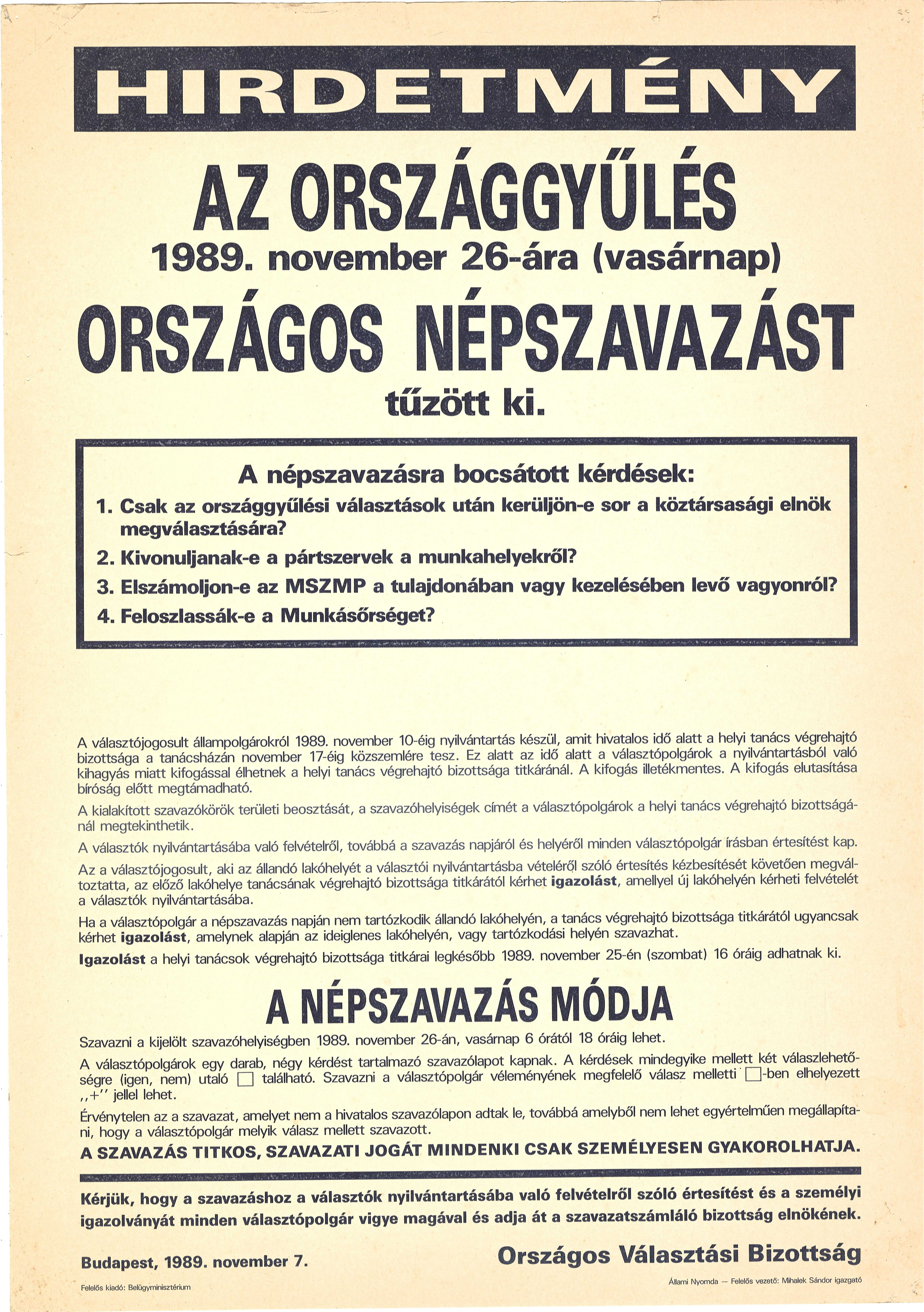
A négyigenes népszavazás plakátja

A „négyigenes” népszavazás Magyarország köztársasággá válásának folyamán, négy párt kezdeményezésére kiírt népszavazás, 1.) a köztársasági elnök választásának módjáról, 2.) a Munkásőrség megszüntetéséről, 3.) a Magyar Szocialista Munkáspárt (MSZMP) vagyonelszámolásáról és 4.) a munkahelyi pártszervezetek megszüntetéséről szólt. A szavazást 1989. november 26-án bonyolították le.
A szavazás érvényes és eredményes lett. A köztársasági elnök megválasztásáról szóló kérdés eredménye a legszorosabb a magyar népszavazások történetében, csupán 6404 szavazat (0,15%) döntött.

## Előzmények
1989. szeptember 18-án véget értek a magyarországi rendszerváltást előkészítő nemzeti kerekasztal-tárgyalások. A megállapodás szerint még a tavaszi első szabad választások előtt, 1990. január 7-én megtartották volna a közvetlen elnökválasztást. Ezt a Magyar Szocialista Munkáspárt (MSZMP) és a Magyar Demokrata Fórum (MDF) elfogadta, a Szabad Demokraták Szövetsége (SZDSZ) és a Fiatal Demokraták Szövetsége (Fidesz) nem, mert a közvetlen elnökválasztáson nagy valószínűséggel az akkor rendkívül népszerű Pozsgay Imre államminiszter, a népi baloldalhoz tartozó kommunista politikus győzött volna.
Az MSZMP és az MDF terveit keresztülhúzó népszavazás ötlete az SZDSZ vezetőitől eredt, ehhez csatlakozott három másik párt. A kérdéseket úgy fogalmazták meg, hogy az azokra adott „igen” válasz a kezdeményezők álláspontját tükrözze.

## A kezdeményezők
Négy párt közösen kezdeményezte a népszavazást:
- Szabad Demokraták Szövetsége (SZDSZ)
- Fiatal Demokraták Szövetsége (Fidesz)
- Független Kisgazda-, Földmunkás- és Polgári Párt (FKGP)
- Magyarországi Szociáldemokrata Párt (MSZDP)

## A négy kérdés
| #  | Téma           | A hivatalos kérdés                                                                          |
| -- | -------------- | ------------------------------------------------------------------------------------------- |
| 1. | elnökválasztás | Csak az országgyűlési választások után kerüljön-e sor a köztársasági elnök megválasztására? |
| 2. | munkahelyek    | Kivonuljanak-e a pártszervek a munkahelyekről?                                              |
| 3. | pártvagyon     | Elszámoljon-e az MSZMP a tulajdonában, vagy a kezelésében levő vagyonról?                   |
| 4. | munkásőrség    | Feloszlassák-e a Munkásőrséget?                                                             |
|    |                |                                                                                             |

## Kampány
A kezdeményező SZDSZ-en kívül a „négy igen” oldalán állt a Fidesz, a Petrasovits Anna-féle Szociáldemokrata Párt és a Kisgazdapárt is. A négy szervezet november 8-án közös felhívást bocsátott ki, amelyben a referendumon történő részvételre és négy „igen”-szavazat leadására kérték a választópolgárokat. „Aki otthon marad, a múltra szavaz!” – lehetett olvasni plakátokon, szórólapokon.
Az MDF, mely az aláírásgyűjtés időszakában a háttérbe húzódott, nem kívánt hozzácsapódni a szemben álló oldalak egyikéhez sem, ezért a bojkottfelhívást választotta. „Nem megyünk el, nem szavazunk” – jelentette be Csengey Dénes a tévé híradójában. Az emberek többsége így is elment szavazni, viszont nem maradt tekintélyes ellenzéki szervezet, mely az első kérdésre a „nem”-et ajánlotta volna követőinek.

## A szavazás menete
A szavazást 1989. november 26-án bonyolították le. A választópolgárok reggel 6 órától kezdve adhatták le a szavazataikat, egészen a 18 órás urnazárásig.

### Részvétel

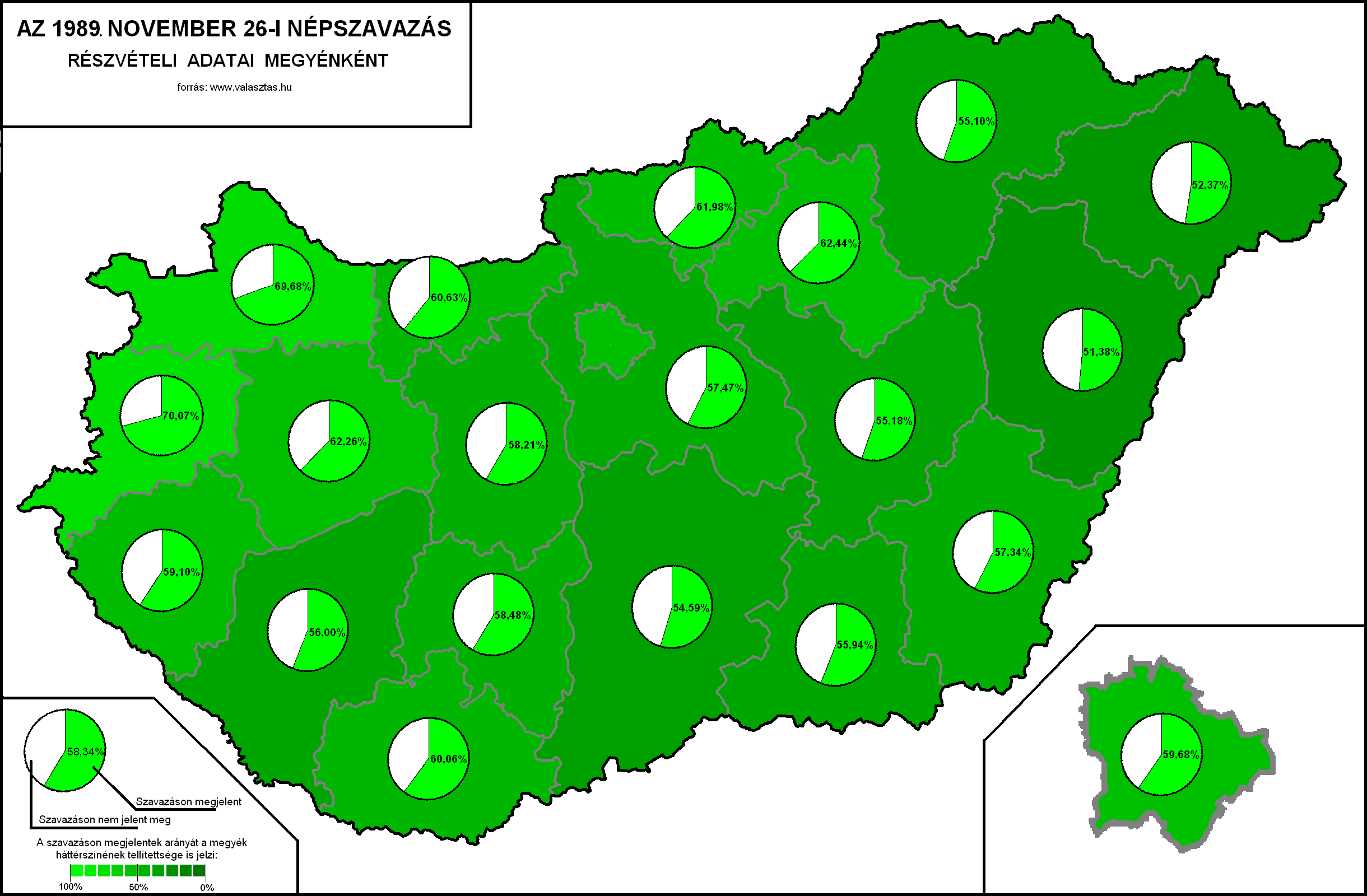
Részvételi adatok megyénként

| \| szavazó 58,0% \| távolmaradó 42,0% \| |                   |
| szavazó 58,0%                            | távolmaradó 42,0% |

| szavazó 58,0% | távolmaradó 42,0% |

| szavazó 58,0% | távolmaradó 42,0% |

| ✓ érvényes 94,6% | ✗ |

| ✓ érvényes 94,9% | ✗ |

| ✓ érvényes 95,0% | ✗ |

| ✓ érvényes 94,4% | ✗ |

| szavazó 58,0% | távolmaradó 42,0% |

| ✓ érvényes 94,6% | ✗ |

| ✓ érvényes 94,9% | ✗ |

| ✓ érvényes 95,0% | ✗ |

| ✓ érvényes 94,4% | ✗ |

Hét szavazópolgárra öt távolmaradó jutott
A 8 millió szavazásra jogosult polgárból 4½ millió vett részt a népszavazáson (58%). Az érvénytelen szavazatok száma az egyes kérdésekre 225 ezer és 255 ezer között mozgott (5,0%-5,6%).
A részvételi hajlandóság jelentősen eltért az ország különböző területein. A legmagasabb arányban az ország nyugati részén mentek el szavazni (Vas és Győr-Sopron megye, 69-70%), a legkevesebben pedig a keleti megyékben (Hajdú-Bihar és Szabolcs-Szatmár, 51-52%).
| Országrész                                 | Választó- jogosult | Szavazó   | Részvétel |
| ------------------------------------------ | ------------------ | --------- | --------- |
| Dunántúl 9 megye                           | 2 358 239          | 1 443 361 | 61,21%    |
| Közép-Magyarország a főváros és Pest megye | 2 221 215          | 1 305 992 | 58,80%    |
| Alföld és Észak 9 megye                    | 3 219 605          | 1 777 249 | 55,20%    |
| Összesen                                   | 7 799 059          | 4 526 602 | 58,04%    |

| Részvételi adatok megyei bontásban | Részvételi adatok megyei bontásban | Részvételi adatok megyei bontásban | Részvételi adatok megyei bontásban |
| Megye főváros                      | Választó- jogosult                 | Szavazó                            | Részvétel                          |
| ---------------------------------- | ---------------------------------- | ---------------------------------- | ---------------------------------- |
| Baranya                            | 317 370                            | 189 451                            | 59,69%                             |
| Bács-Kiskun                        | 419 662                            | 227 671                            | 54,25%                             |
| Békés                              | 314 754                            | 178 779                            | 56,80%                             |
| Borsod-Abaúj-Zemplén               | 576 421                            | 316 331                            | 54,88%                             |
| Csongrád                           | 328 329                            | 182 454                            | 55,57%                             |
| Fejér                              | 302 105                            | 175 264                            | 58,01%                             |
| Győr-Sopron                        | 318 593                            | 219 172                            | 68,79%                             |
| Hajdú-Bihar                        | 403 033                            | 205 770                            | 51,06%                             |
| Heves                              | 255 140                            | 158 629                            | 62,17%                             |
| Komárom                            | 232 735                            | 140 120                            | 60,21%                             |
| Nógrád                             | 177 171                            | 109 540                            | 61,83%                             |
| Pest                               | 705 081                            | 404 381                            | 57,35%                             |
| Somogy                             | 266 157                            | 148 255                            | 55,70%                             |
| Szabolcs-Szatmár                   | 419 876                            | 219 316                            | 52,23%                             |
| Szolnok                            | 325 219                            | 178 759                            | 54,97%                             |
| Tolna                              | 192 845                            | 111 884                            | 58,02%                             |
| Vas                                | 209 073                            | 145 952                            | 69,81%                             |
| Veszprém                           | 281 871                            | 174 503                            | 61,91%                             |
| Zala                               | 237 490                            | 138 760                            | 58,43%                             |
| Budapest (főváros)                 | 1 516 134                          | 901 611                            | 59,47%                             |
| Összesen                           | 7 799 059                          | 4 526 602                          | 58,04%                             |

## Eredmények

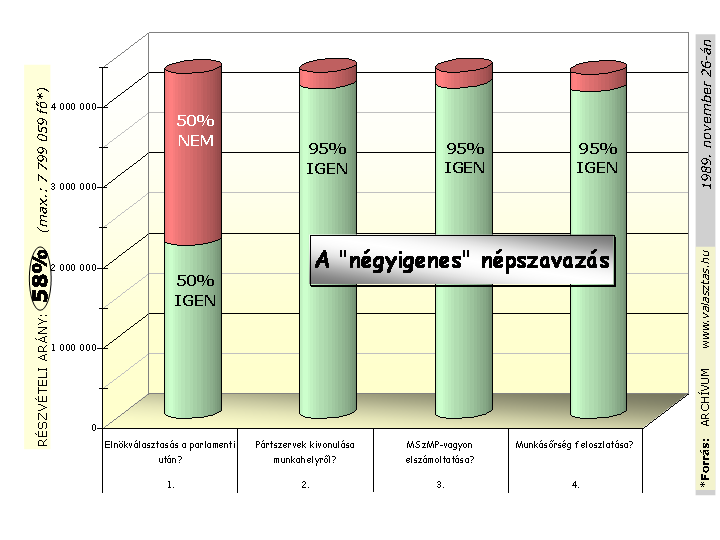
A „négyigenes” népszavazás eredményei

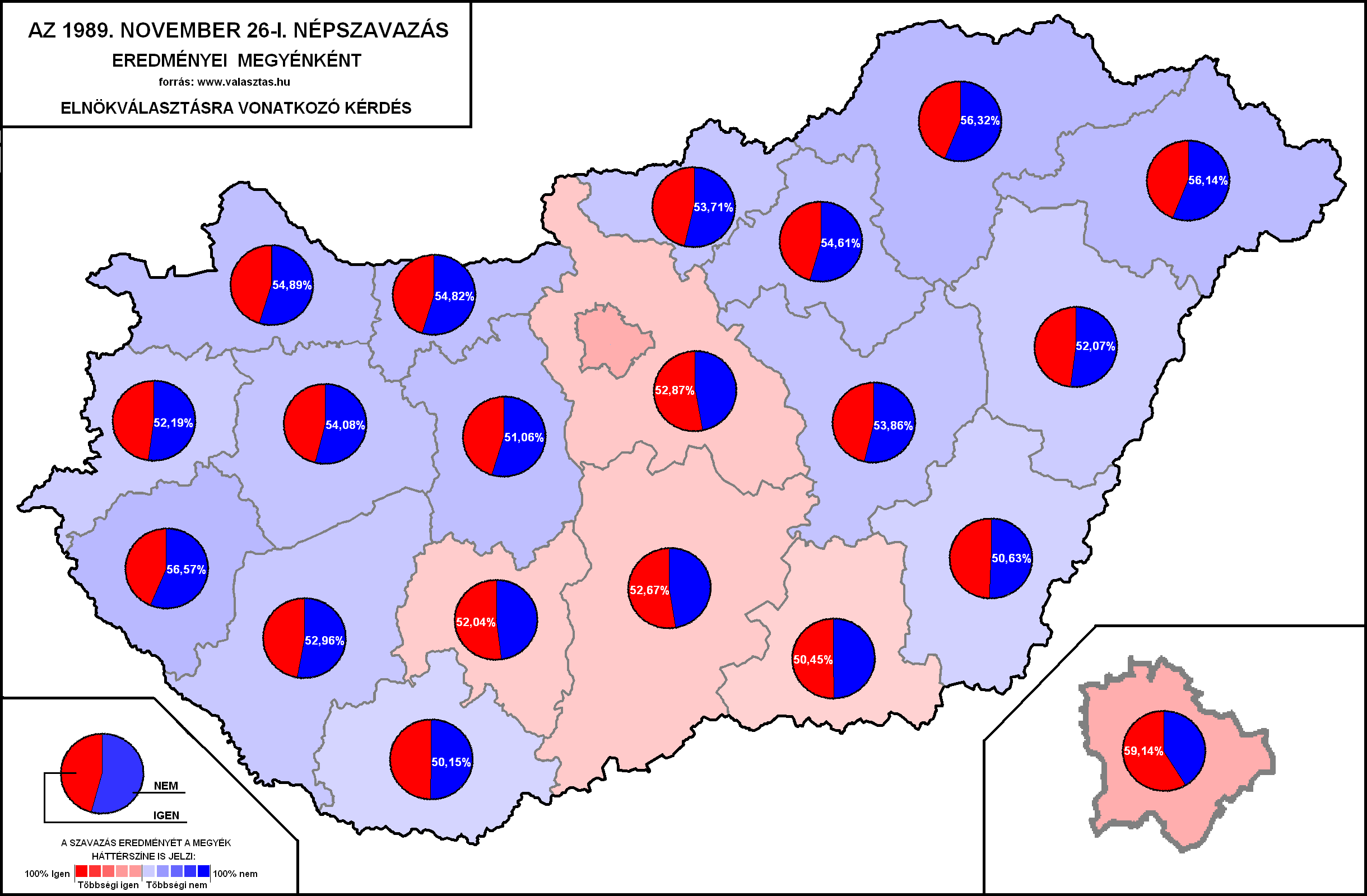
Az elnökválasztási kérdésre adott válaszok aránya megyénként

| Kérdés | Kérdés         | Szavazat  | Szavazat  | Szavazat  | Arány  | Arány  | Arány   | Eredmény |
| Kérdés | Kérdés         | ✓ igen    | ✗ nem     | +/–       | ✓ igen | ✗ nem  | +/–     | Eredmény |
| ------ | -------------- | --------- | --------- | --------- | ------ | ------ | ------- | -------- |
| 1.     | elnökválasztás | 2 145 023 | 2 138 619 | 6 404     | 50,07% | 49,93% | +0,15%  | ✓ igen   |
| 2.     | munkahelyek    | 4 088 383 | 208 474   | 3 879 909 | 95,14% | 4,85%  | +90,29% | ✓ igen   |
| 3.     | pártvagyon     | 4 101 413 | 198 987   | 3 902 426 | 95,37% | 4,63%  | +90,75% | ✓ igen   |
| 4.     | munkásőrség    | 4 054 977 | 216 551   | 3 838 426 | 94,93% | 5,07%  | +89,86% | ✓ igen   |
|        |                |           |           |           |        |        |         |          |

### 1. kérdés:elnökválasztás
| 50,07% | 49,93% |

| Az 1. kérdés (elnökválasztás) eredménye                                                     | Az 1. kérdés (elnökválasztás) eredménye | Az 1. kérdés (elnökválasztás) eredménye | Az 1. kérdés (elnökválasztás) eredménye | Az 1. kérdés (elnökválasztás) eredménye | Az 1. kérdés (elnökválasztás) eredménye | Az 1. kérdés (elnökválasztás) eredménye |
| ------------------------------------------------------------------------------------------- | --------------------------------------- | --------------------------------------- | --------------------------------------- | --------------------------------------- | --------------------------------------- | --------------------------------------- |
| Csak az országgyűlési választások után kerüljön-e sor a köztársasági elnök megválasztására? |                                         |                                         |                                         |                                         |                                         |                                         |
|                                                                                             |                                         |                                         | jogosultak arányában                    | szavazók arányában                      | érvényes szavazatok arányában           | Eredmény                                |
| ✓                                                                                           | Igen szavazat                           | 2 145 023                               | 27,50%                                  | 47,39%                                  | 50,07%                                  | ✓ igen                                  |
| ✗                                                                                           | Nem szavazat                            | 2 138 619                               | 27,42%                                  | 47,25%                                  | 49,93%                                  |                                         |
| Összesen                                                                                    | Összesen                                | 4 283 642                               | 54,93%                                  | 94,63%                                  | 100%                                    |                                         |
| érvénytelen                                                                                 | érvénytelen                             | 242 960                                 | 3,12%                                   | 5,37%                                   |                                         |                                         |
|                                                                                             |                                         |                                         |                                         |                                         |                                         |                                         |
| Szavazó                                                                                     | Szavazó                                 | 4 526 602                               | 58,04%                                  | 100%                                    |                                         |                                         |
| Távolmaradó                                                                                 | Távolmaradó                             | 3 272 457                               | 41,96%                                  |                                         |                                         |                                         |
|                                                                                             |                                         |                                         |                                         |                                         |                                         |                                         |
| Választójogosult                                                                            | Választójogosult                        | 7 799 059                               | 100%                                    |                                         |                                         |                                         |
|                                                                                             |                                         |                                         |                                         |                                         |                                         |                                         |

### 2. kérdés:munkahelyek
| 95,14% |
| 4,85%  |

### 3. kérdés:pártvagyon
| 95,37% |
| 4,63%  |

### 4. kérdés:munkásőrség
| 94,93% |
| 5,07%  |

## Politikai következmények
Az első kérdésben csak csekély többséggel győzött a kezdeményezők szándéka, viszont a fennmaradó három kérdésben elsöprő módon nyilvánult meg a népakarat. 
Ezzel meghiúsult a tervezett közvetlen köztársasági elnök-választás. Az SZDSZ és a Fidesz jelentősen növelte ismertségét és népszerűségét, ami hozzájárult sikeres tavaszi választási szereplésükhöz. Az első szabad parlamenti választások után, 1990-ben az MDF-SZDSZ paktum révén azután Göncz Árpád lett az államfő, akit az Országgyűlés választott meg. Pozsgay Imre ugyan MSZP-s képviselő lett, de később fokozatosan kiszorult a politikai színtérről.
Arról, hogy a köztársasági elnököt a parlament válassza vagy közvetlenül a nép, még 1990 nyarán kiírtak egy másik népszavazást, de az érvénytelen lett. (A résztvevők elsöprő, 86 százalékos többsége a közvetlen elnökválasztás mellett voksolt, de ennek nem volt semmilyen közjogi következménye.) A köztársasági elnök megválasztásának módja azóta is vitatott.

## Külső hivatkozások
- A négyigenes népszavazás a valasztas.hu-n
- Kis János: 1989, a víg esztendő, Beszélő,  1999. október
- Korabeli SZDSZ-es kampányfilm a négyigenes népszavazás mellett (youtube)
- Húsz éve volt a négyigenes népszavazás – Múlt-kor.hu, 2009. november 26.
- Nagy tét volt a négyigenes szavazáson – Magyar Hírlap, 2009. november 26.